# Manono
Manono là một hòn đảo của Samoa, nằm ở eo biển Apolima giữa hai đảo chính Savai'i và Upolu. Hòn đảo này cách điểm cực tây của Upolu, Mũi Lefatu 3,4 km về phía tây-tây bắc. Xét theo dân số cũng như theo diện tích, đây là hòn đảo lớn thứ ba của Samoa.
Có bốn ngôi làng trên đảo với tổng dân số là 889 (theo điều tra dân số năm 2006).  Điện chỉ mới được đưa vào sử dụng từ năm 1995 đồng thời một số cửa hàng cũng bắt đầu triển khai chỗ nghỉ trên bãi biển dành cho du khách. Nếu đi thuyền từ đảo Upolu tới đây sẽ mất khoảng 20 phút.
Các đảo lân cận có thể kể đến là đảo Apolima, nơi có một ngôi làng nhỏ định cư và đảo nhỏ Nu'ulopa.
Đảo Manono là một phần của quận Aiga-i-le-Tai. Phần lớn người dân của quận Aiga-i-le-Tai sống trên 'đất liền' ở đầu phía tây của đảo Upolu. Các loài chó đều bị cấm trên đảo Manono.